# City of Chester (Schiff, 1875)
Die City of Chester war ein 1875 in Dienst gestelltes Passagierschiff der US-amerikanischen Reederei Pacific Coast Steamship Company, das für den Linien- und Güterverkehr an der amerikanischen Pazifikküste eingesetzt wurde. Am 22. August 1888 sank sie kurz nach dem Auslaufen auf der Fahrt von San Francisco nach Eureka (Kalifornien) nach einer Kollision mit dem wesentlich größeren britischen Ozeandampfer Oceanic beim Golden Gate. 16 Passagiere und Besatzungsmitglieder starben, was nach dem Untergang der City of Rio de Janeiro im Jahr 1901 bis heute zum zweitgrößten Schiffsunglück im San Francisco Bay Area macht.

## Das Schiff
Das 1106 BRT große Dampfschiff City of Chester wurde 1875 auf der Werft John Roach & Son in Chester im US-Bundesstaat Pennsylvania für die US-amerikanische Eisenbahngesellschaft Oregon Railroad and Navigation Company (OR&N) gebaut, die auch einen Linienverkehr mit Dampfschiffen an der Westküste der Vereinigten Staaten unterhielt. Betrieben wurde das Schiff jedoch von der Pacific Coast Steamship Company, deren Schiffe Passagiere und Fracht von Kalifornien nach Alaska beförderte. Sitz der Reederei und Heimathafen ihrer Schiffe war San Francisco.

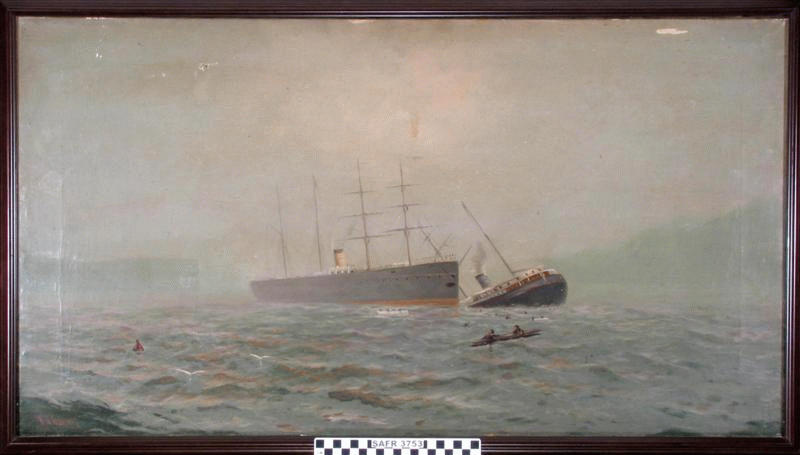
Darstellung der Kollision. Ölgemälde von Robert Gilbert, ca. 1890

Der aus Eisen gefertigte Schiffsrumpf war 61,6 Meter lang und 9,8 Meter breit, hatte einen Schornstein, zwei Masten und einen Propeller.

## Untergang
Am 22. August 1888 gegen 9 Uhr vormittags lief die City of Chester mit 106 Passagieren und 200 Tonnen Fracht an Bord unter dem Kommando von Kapitän Thomas Wallace in San Francisco zu einer weiteren Überfahrt nach Eureka aus. Weniger als eine Stunde nach der Abfahrt, um 09.50 Uhr vormittags, kollidierte sie bei Fort Point in dichtem Nebel mit der größeren Oceanic der britischen White Star Line, die mit 1105 Passagieren unter Kapitän John Metcalf aus Hongkong kam.
Beide Schiffe konnten einander sehen, jedoch wurde die City of Chester nach Auffassung eines britischen Marinegerichts von einer Strömung erfasst und direkt in den Kurs der Oceanic gelenkt, welche sie nach Aussage eines Augenzeugen an Bord der Oceanic fast in zwei Hälften zerschnitt. Die City of Chester sank sechs Minuten nach dem Zusammenstoß. Drei Besatzungsmitglieder und 13 Passagiere, darunter ein fünfjähriges Mädchen und vier Frauen, kamen ums Leben.
Das Wrack der City of Chester wurde im Mai 2013 auf Position 37° 48′ 50″ N, 122° 28′ 0″ W in 66 Metern Tiefe vom Office of Coast Survey Navigational Response Team 6 des National Oceanic and Atmospheric Administration (NOAA) mit Hilfe eines Sonargeräts gefunden.